# پدی درایور
پَدی درایور (انگلیسی: Paddy Driver؛ زادهٔ ۱۳ مهٔ ۱۹۳۴ در ژوهانسبورگ) رانندهٔ سابق مسابقات اتومبیل‌رانی اهل آفریقای جنوبی است که در فصل ۱۹۶۳، و دوباره در فصل ۱۹۷۴ در مجموع در دو گراند پری از مسابقات جهانی فرمول یک شرکت کرد، اما موفق به کسب هیچ امتیازی نشد.
بهترین نتیجه او در سال 1965 بود.